# Tagàixevo
Tagàixevo - Тагашево (rus) - és un poble de la República del Tatarstan, a Rússia. El 2014 tenia 100. Pertany al districte (raion) de Pestretsi.